# Palacio de Ilsenburg

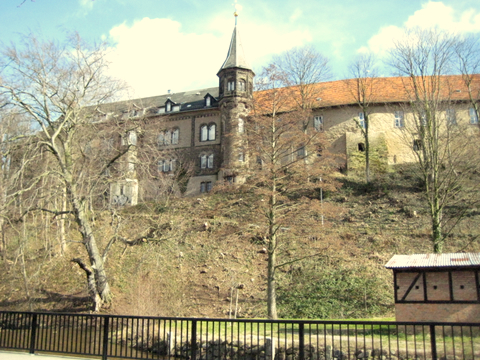
El Palacio de Ilsenburg mostrando el llamado edificio de Botho (Bothobau) en 2008.

El Palacio de Ilsenburg (en alemán: Schloss Ilsenburg) se sitúa en la ciudad de Ilsenburg (Harz) en el estado federado alemán de Sajonia-Anhalt y recibe su actual apariencia de la segunda mitad del siglo XIX. La estructura fue construida a partir de 1860 en los lados oeste y norte del monasterio románico de Ilsenburg. El palacio, diseñado en estilo neorrománico, fue la sede de los príncipes de Stolberg-Wernigerode hasta 1945. Desde 2005, es propiedad de la Fundación Abadía de Ilsenburg.
En el futuro se prevé hacer uso del palacio, junto con el claustro medieval (Klausurgebäude) sobreviviente del monasterio, como centro cultural y de arte con uso como hotel y restaurante abierto al público.

## Historia

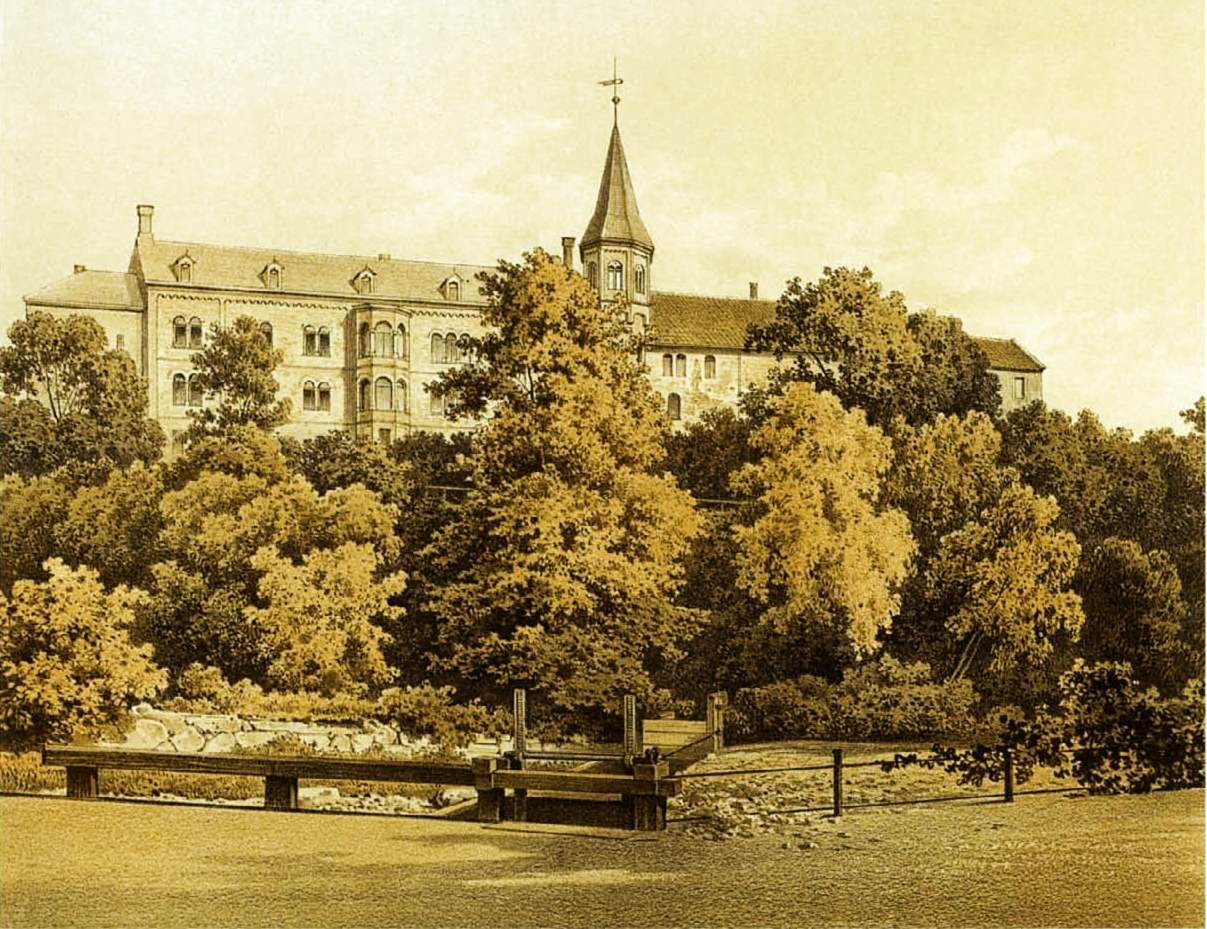
Vista del edificio de Botho en torno a 1870, colección de Alexander Duncker.

El monasterio benedictino en Ilsenburg fue cerrado durante el siglo XVI. La sede abacial, incluyendo sus fincas, fue tomada por los condes de Stolberg, quienes habían ejercido la tutela sobre la abadía desde 1429, cuando se extinguieron los condes de Wernigerode.
La propiedad abacial secularizada fue reconocida por el príncipe elector de Brandeburgo Federico Guillermo I en 1687 como su propietario. Durante la Guerra de los Treinta Años, el castillo de Wernigerode, ocupado por Enrique Ernesto, había decaído hasta el punto de que trasladó su corte a Ilsenburg en septiembre de 1648, en el lado oeste de la antigua abadía, que había sido construida entre 1609 y 1615 por su primo Enrique para su esposa Adriana. Durante las siguientes seis décadas, Enrique Ernesto y su hijo Ernesto gobernaron el condado desde la "Casa Condal de Stolberg en Ilsenburg" (Gräflich Stolbergischen Hause Ilsenburg), tal como la familia llamaba a la pequeña propiedad en aquel tiempo.
El Conde Ernesto rediseñó la antigua iglesia de la abadía en torno a 1700. El alto altar, el púlpito y el ángel bautismal (Taufengel) son ejemplos de fina talla barroca de madera que aún muestra la destreza de sus artesanos. En 1710 los condes de Stolberg-Wernigerode se trasladaron de nuevo a Wernigerode. Los claustros fueron utilizados para diferentes propósitos en las siguientes décadas y los funcionarios condales se instalaron en los edificios colindantes. Entre 1861 y 1863 el Conde Otón de Stolberg-Wernigerode amplió los edificios a orillas del río Ilse como residencia para su tío, Botho. En esto, el estilo románico de los edificios monásticos fue retomado de nuevo. La ampliación fue emprendida por Karl Frühling, a quien el Conde Otón había confiado la conversión de su castillo en Wernigerode. Desde 1897 Ilsenburg fue la sede de la Princesa viuda Ana de Stolberg-Wernigerode y su hija Isabel.
En 1929 el Príncipe Cristián Ernesto alquiló la casa, los restos de los antiguos claustros y el parque adyacente por 30 años a la Iglesia Evangélica de la Unión Prusiana. Después de varias renovaciones, en enero de 1930 el Seminario de la Misión Eclesiástica (Kirchliches Auslandsseminar) empezó a formar teólogos para misiones en el extranjero. Debido a que el seminario era apoyado por la Iglesia Confesional que resistió la Nazificación de las iglesias protestantes, fue disuelto en 1936. Ese mismo año el Consejo Eclesiástico Supremo de la Unión Prusiana Evangélica (Evangelischer Oberkirchenrat, EOK) estableció un hogar para trabajadores de la iglesia convalecientes en varias habitaciones. Durante la Segunda Guerra Mundial fue sede de una instalación médica militar para reservistas, así como campo de refugiados. En mayo de 1945, poco antes del fin de la guerra, fue saqueado y algunos meses después la familia Stolberg-Wernigerode fue desposeído de él.
Sus nuevos propietarios, la municipalidad de Ilsenburg, llegó a un nuevo acuerdo para su uso con la Unión Prusiana Evangélica. Con la creación de la zona de exclusión alrededor de la Frontera Alemana en 1961, toda actividad eclesial tuvo que cesar y la Stasi tomó el control de la finca hasta 1972. De 1974 a 1990 fue un hogar para convalecientes empleados en el ministro de Asuntos Rurales y Alimentación (Ministerium für Land- und Nahrungsgüterwirtschaft). Desde 1990 hasta su adquisición por la Fundación Abadía de Ilsenburg en 2005 fue utilizado como hotel.